# Bohusławka (obwód charkowski)
Bohusławka (ukr. Богуславка) – wieś na Ukrainie, w obwodzie charkowskim, w rejonie iziumskim. W 2001 liczyła 1330 mieszkańców, spośród których 1265 posługiwało się językiem ukraińskim, 64 rosyjskim, a 1 białoruskim.